# Hanoar Hatzioni

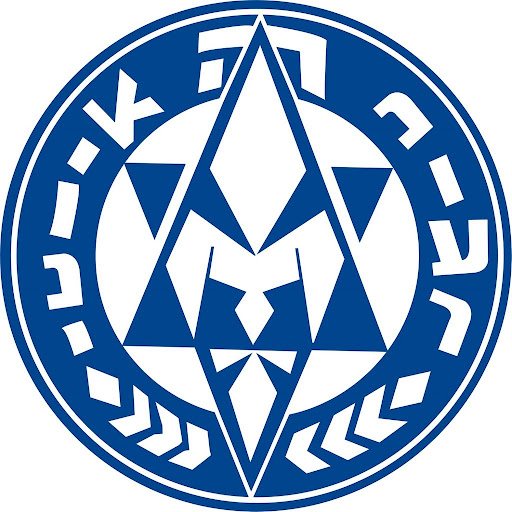
Semel de l'Hanoar Hatzioni

 (19 août 2018).
Le contenu est difficilement compréhensible vu les erreurs de traduction, qui sont peut-être dues à l'utilisation d'un logiciel de traduction automatique.
 (octobre 2014).
Si vous disposez d'ouvrages ou d'articles de référence ou si vous connaissez des sites web de qualité traitant du thème abordé ici, merci de compléter l'article en donnant les références utiles à sa vérifiabilité et en les liant à la section « Notes et références ».
L'Hanoar Hatzioni (nom officiel Histadrout Halutzit Olamit Hanoar Hatzioni, en français « Organisation Pionnière Mondiale des Jeunes Sionistes ») est un mouvement de jeunesse sioniste juif, actif depuis 1926. Il est présent en Belgique à Bruxelles et à Anvers, et en France, ainsi que dans d'autres pays d'Europe et d'Amérique du Sud.

## Histoire
Le mouvement est fondé en 1926 et par la suite en 1929 en Roumanie. En 1931, est signée une convention d’'unification. Le nom Hanoar Hatzioni est adopté pour le mouvement mondial. Des antennes locales sont fondées en Hongrie, Palestine mandataire, France, Lituanie (1932), Anvers et Lettonie (1933). Le ken[Quoi ?] de Bruxelles est fondé en 1937.  

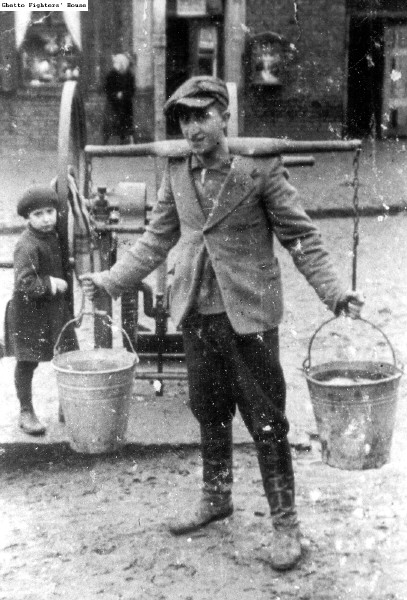
Porteur d'eau dans une commune de formation pionnière du mouvement de jeunesse Ha No'ar haTsiyyoni à Lowicz en Pologne (1936).

Un certain nombre de kibboutz résultent de la volonté pionnière du mouvement : Usha près de Haïfa en 1936 puis, en 1938, Tel Yitzhak (nommé ainsi en hommage à Steiger[Qui ?]) dans le Hof Hasharon et Kfar Glikson dans la colline de Samarie (1939), en 1941 est fondé l'institut éducatif Magdiel et le kibboutz Nitzanim sur la ligne côtière, en 1943. 
Le mouvement essaime ensuite en Uruguay, Pérou (1946), Angleterre, Mexique et Chili (1948). L'institut éducatif Chavat Hanoar Hatzioni est fondée à Jérusalem la même année ainsi que l'institut éducatif Alonei Itzhak. 
À Tel Yitzhak, le centre d'étude Massuah est créé en 1968 pour honorer la mémoire de ceux qui ont péri pendant la Shoah. En 1964-1965, Bamakor garin (de l'Uruguay et de l'Argentine) est incorporé à Nitzanim. En 1971, la forêt Moshé Naihaus est plantée à Nitzanim. 
En 1975, est fondé l'Institut Libéral Dr Foerder à Tel Yitzhak. Le jubilé du mouvement a lieu en 1977. En 1980, Namshij garin est incorporé à Ein Hashlosha et en 1981, Netzah Israël de Sao Paulo rejoint le mouvement.
Le premier Mahane Bein Leumi de l'Hanoar Hatzioni a lieu en 1983. Shalechet garin est incorporé à Ein Hashlosha en 1985 et le premier Mishlachat Polin de l'Hanoar Hatzioni est organisé en 1988.
Le mouvement est créé en Turquie en 1988 et la même année a lieu le premier Bogrim Manhiguim Seminar [SBM] latino-américain. En 1991, le mouvement apparaît en Équateur et la forêt Hanoar Hatzioni World est plantée à Yatir.
Le premier Nord (latin-américain) Continental Machon [MCT] a lieu au Costa Rica en 1993 ainsi que le premier Bogrim Manhiguim Seminar Europe-Canada [ECSBM] puis, en 1996, le Veida Olamit (convention mondiale) à Jérusalem.
D'autres événements suivent à partir de 2000 :
- Première Rhapsodie mondiale de l'Hanoar Hatzioni (2000)
- Veida Olamit (convention mondiale) en Israël (2006)
- Premier Bogrim Manhiguim Seminar [SBM] en Hongrie, à Budapest (2007)
- SBM au Canada, Toronto (2009)
- SBM à Londres (2010)
- SBM à Athènes (2014)
- SBM au Canada (2015)
- Veida Hinuhit en Israël (2015)
- SBM à Budapest (2016)
- SBM en Belgique (2017)
- Veida Olamit en Israël (2017)
- SBM au Canada (2018)
- SBM à Budapest (2019)

## Piliers et valeurs

### Quatre piliers
La vision, les objectifs et les missions du mouvement de l'Hanoar Hatzioni sont axés sur quatre dimensions : judaïsme, sionisme, haloutsisme et humanisme.

#### Judaïsme
L’Hanoar Hatzioni est un mouvement juif par essence. Ses membres font partie de l’ensemble national que constitue le peuple d’Israël. En son sens, le judaïsme est représenté par la variété des valeurs nationales et morales, des croyances et des opinions, des conceptions et des lois qui enrichissent ceux qui se définissent comme juifs et permettent sa continuité en tant que peuple.
La dimension juive à l’Hanoar Hatzioni se transmet en célébrant les fêtes juives telles que Rosh Hashana ou Tou Bichvat, en organisant un Shabbat annuel qui réunit les amis de son Kenim d’Anvers et de Bruxelles ainsi que leurs familles. L’Hanoar Hatzioni tente de renforcer l’identité juive de chaque ami.

#### Haloutsisme
Depuis ses premiers pas en tant que mouvement, les principes de Rosh Gadol (celui qui prend l’initiative) et de Haloutziout (leadership) ont conduit les participants à prendre les devants de manière naturelle, tenant de se placer au premier plan et assumant la responsabilité personnelle du destin du peuple juif.
De nos jours, l'intention du mouvement est d’éduquer les participants sur la route leur permettrant de trouver un juste équilibre entre leurs intérêts personnels et les besoins nationaux. Cette direction se destine à être une voie dans laquelle le bien-être individuel, la qualité de vie et la poursuite de l’excellence personnelle seraient à la fois l’expression de la responsabilité individuelle et de l’engagement envers les besoins du peuple de Medinat Israel.

#### Sionisme
La dimension sioniste à l’Hanoar Hatzioni est fondamentale dans l’accomplissement du parcours d’un Hanih, qui se clôture lors de son Mahane Israël, été qu’il passe avec sa Kvoutsa en Israël avant de devenir Madrih (moniteur ou responsable de groupe).
Le sionisme est la réponse de l’Hanoar Hatzioni à la problématique nationale du peuple juif. Son principal objectif est de libérer l’identité juive, en concentrant le peuple dispersé dans sa patrie historique, Israël, par la création d’un foyer national où il est possible de se construire et vivre une vie juive comme une norme avec la pleine jouissance d’un cadre civique moderne.
Selon l’Hanoar Hatzioni, l’existence de Medinat Israël serait une garantie pour la continuité, le renforcement et le développement du peuple juif. C’est pourquoi, il considère que faire l’Alya en Israël, est la plus grande et la plus profonde expression concrète du judaïsme et du sionisme, et serait le résultat du processus éducatif et idéologique suscitant une identification individuelle avec l’idée sioniste : la Hagshama Atsmit.

#### Humanisme
La dimension humaniste à l’Hanoar Hatzioni regroupe l’ensemble de ce qui est enseigné et transmis, soit des valeurs humaines issues de concepts tels que le sionisme, le judaïsme,...
Il s'agit de faire en sorte que chaque Haver se forge une opinion propre sur des sujets évoqués lors de Peoulot. Le pluralisme est l’une des 36 valeurs que l’Hanoar Hatzioni revendique. Puisque dans un cadre démocratique, le pluralisme joue un rôle important, l’Hanoar Hatzioni a pour vocation de former des leaders capables d’écouter et d’accepter l’avis de l’autre sans le juger, bannissant néanmoins les positions extrêmes. Il s'agit donc d'une formation de futurs citoyens engagés dans la cause civique.
Pour l’Hanoar Hatzioni, l'être humain a en lui toutes les valeurs de l’Hanoar Hatzioni.

### Valeurs
Parmi les valeurs mises en avant par l’Hanoar Hatzioni, se trouvent :
- Sainteté de la vie
- Dignité humaine
- Liberté intellectuelle
- Liberté
- Solidarité

- Aide mutuelle
- Tolérance
- Justice

- Paix

- Vérité
- Responsabilité
- Egalité
- Honnêteté
- Intégrité
- Ethique
- Compassion
- Réalisation personnelle
- Pionnier

- Camaraderie
- Exemplarité personnelle
- Moratoire
- Continuité

- Droit de douter
- Dialogue
- Créativité
- Auto-éducation
- Activisme
- Apprentissage
- Curiosité intellectuelle
- Leadership
- Humilité
- Fraternité
- Pensée indépendante et critique
- Cohérence
- Expression de soi

## Organisation du mouvement en Belgique

### Shirfot

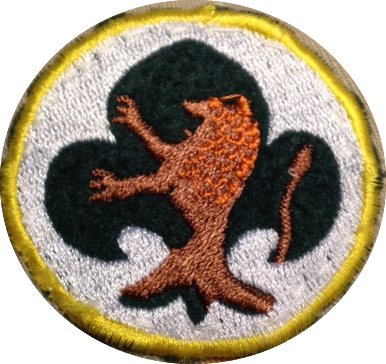
Écusson des Kfirim

Kfirim : Le foulard est bleu clair et blanc, qui sont les couleurs du drapeau de l’État d’Israël. Le semel de la shichva Kfirim est rond, le fond est blanc avec un lys vert. À l’intérieur du lys, se tient un lionceau brun pistonné sur ses pattes arrière. Le lionceau est le symbole de la shichva Kfirim. Il est plein de vie, spontané et joueur ; il développera petit à petit sa grande force physique et morale.  
Cette shichva existe seulement en Belgique, car les autres kenim à travers le monde ne comptent pas de haverims qui ont entre 6 et 10 ans. 
Bnei Midnar : La shichva Bnei Midbar (« Hors de du désert ») utilise le Negev, en tant que base éducative. Le foulard des Bnei Midbar est jaune, représentant le sable du Negev et du pays d'Israël. Le semel de la shichva Bnei Midbar est un cercle blanc entourant un lys vert, et à l'intérieur, une tente brune de bédouin avec un arbre de paume[Quoi ?] de chaque côté, éléments typiques du désert.
Glilim : La shichva Glilim a le Galil comme base éducative. Le Galil est à l'origine de l'esprit de rébellion contre l'oppression étrangère de l'histoire du peuple d'Israël. Un tel esprit a une plus nouvelle signification dans cette shichva qui s'identifie avec les caractéristiques normales du Galil, les forêts et les montagnes. Le foulard des Glilim est vert, couleur qui symbolise la richesse normale du Galil et de la surveillance. Le semel des Glilim figure un cercle blanc entourant un lys vert, avec une épée, et sur les bords une branche de laurier, et en arrière des montagnes et des rayons de soleil. L'épée à branche de laurier représente la rébellion et la gloire. Les montagnes et les rayons du soleil symbolisent les caractéristiques du Galil. 
Hashmonaïm : La shichva Hashmonaïm a les Maccabim comme base éducative. De la même manière que la célèbre famille a su cristalliser ses idéaux nationaux, cette shichva commence à adopter les idéaux de l'Hanoar Hatzioni de la liberté et de la démocratie. Le foulard des Hashmonaïm est bleu. Cette couleur représente la couleur dominante du drapeau d’Israël, symbole des idéaux de liberté et de justice. Le semel des Hashmonaïm est un cercle blanc entourant un lys vert dessiné, avec une ménorah dans laquelle se lève une oreille de blé sur le bras central. Le symbole de la ménorah représente l’idéal de la libération nationale vivante dans le peuple d’Israël pour toutes générations, et l’oreille de blé représente l’idéal haloutsique en Israël.
Kanaïm : La shichva Kanaïm a en tant que base éducative une conviction profonde au sujet des idéaux des mouvements et de leur réalisation. Le foulard des Kanaïm est noir, avec deux lignes parallèles. Le cadre est bleu ciel, l'intérieur est blanc. Ces couleurs symbolisent la terre d'Israël et les couleurs du drapeau israélien. Le semel des Kanaim est un cercle blanc entourant un lys vert dessiné, avec le coin d'un rempart dans la perspective et une flamme. Le rempart avec la grande flamme représente le mur, faisant face aux malheurs de l'homme. 
Magshimim : Le nom de cette shichva contient la conception de cette catégorie d'âge. Le passage à cette dernière shichva signifie l'accomplissement ou la réalisation (d'où Magshimim venant de agshama = réalisation) de tous les buts et idéaux fixés par le mouvement. En général, font partie de cette shichva les haverim qui font leur aliya. Le foulard des Magshimim est gris, avec deux lignes parallèles l'encadrant : l'extérieur est bleu-clair et l'intérieur est blanc. Le gris rappelle la couleur de l'acier et symbolise l'attachement ferme des Magshimim à leur opinion. Le semel des Magshimim est un cercle blanc entourant un lys vert avec un migdal, symbole du chemin vers le kibboutz.

### Liste deskvoutsot madrihim(en Belgique)
- Sinai (né en 1957) 1973-1974 et 1974-1975
- Etanim (né en 1963) 1979-1980 et 1980-1981
- Shalom (né en 1964) 1980-1981 et 1981-1982
- Nitzarim (né en 1965) 1981-1982 et 1982-1983
- Ousha (né en 1966) 1982-1983 et 1983-1984
- Gizihim (né en 1967) 1983-1984 et 1984-1985
- Kineret (né en 1968) 1984-1985 et 1985-1986
- Maccabim (né en 1969) 1985-1986 et 1986-1987
- Rishonim (né en 1970) 1986-1987 et 1987-1988
- Israël (né en 1971) 1987-1988 et 1988-1989
- Menatsrim (né en 1972) 1988-1989 et 1989-1990
- Timorim (né en 1973) 1989-1990 et 1990-1991
- Nahshonim (né en 1974) 1990-1991 et 1991-1992
- Tel-Hai (né en 1975) 1991-1992 et 1992-1993
- Massada (né en 1976) 1992-1993 et 1993-1994
- Bilouim (né en 1977) 1993-1994 et 1994-1995
- Golanim (né en 1978) 1994-1995 et 1995-1996
- Nitsanim (né en 1979) 1995-1996 et 1996-1997
- Givati (né en 1980) 1996-1997 et 1997-1998
- Tsanhanim (né en 1981) 1997-1998 et 1998-1999
- Tsalelim (né en 1982) 1998-1999 et 1999-2000
- Sayarim (né en 1983) 1999-2000 et 2000-2001
- Maccabim (né en 1984) 2000-2001 et 2001-2002
- Mevasrim (né en 1985) 2001-2002 et 2002-2003
- Tothanim (né en 1986) 2002-2003 et 2003-2004
- Ofakim (né en 1987) 2003-2004 et 2004-2005
- Nesharim (né en 1988) 2004-2005 et 2005-2006
- Avivim (né en 1989) 2005-2006 et 2006-2007
- Israël (né en 1990) 2006-2007 et 2007-2008
- Menatshim (né en 1991) 2007-2008 et 2008-2009
- Regavim (né en 1992) 2008-2009 et 2009-2010
- Meginim (né en 1993) 2009-2010 et 2010-2011
- Giborim (né en 1994) 2010-2011 et 2011-2012
- Nachlaim (né en 1995) 2011-2012 et 2012-2013
- Lohamim (né en 1996) 2012-2013 et 2013-2014
- Golan (né en 1997) 2013-2014 et 2014-2015
- Nahsholim (né en 1998) 2014-2015 et 2015-2016
- Eytanim (né en 1999) 2015-2016 et 2016-2017
- Magshimim (né en 2000) 2016-2017 et 2017-2018
- Nivharim (né en 2001) 2017-2018 et 2018-2019
- Amitsim (né en 2002) 2018-2019 et 2019-2020
- Yesharim (né en 2003) 2019-2020 et 2020-2021
- Rishonim (né en 2004) 2020-2021 et 2021-2022
- Nitsanim (né en 2005) 2021-2022 et 2022-2023
- Melahim (né en 2006) 2022-2023 et 2023-2024
- Degania (né en 2007) 2023-2024 et 2024-2025
- Tsanhanim (né en 2008) 2024-2025 et 2025-2026

## Kiboutzim de l'Hanoar Hatzioni
- Usha
- HaSolelim
- Kfar Glickson
- Tel Yitzhak, sur ce cite se trouve Massuah, lieu où sont stockées les archives de l'Hanoar[1] Hatzioni.
- Nitzanim
- Ein Hashlosha

## Anciens de l'Hanoar Hatzioni
- Gérard Darmon faisait partie de l'Hanoar Hatzioni de France et a passé quatre mois au kibboutz Hasolelim[2],[3].